# 古谷野潔
古谷野 潔（こやの きよし、1955年6月 - ）は、日本の歯学者・歯科医師。九州大学大学院歯学研究院口腔機能修復学講座教授。 日本補綴歯科学会理事長

## 略歴
1983年 九州大学歯学部卒業、1987年九州大学大学院歯学研究科単位取得満期退学後、同大学にて助手、講師を経て1997年より教授。
1987年 九州大学より歯学博士の学位を取得。論文の題は「後方運動時の下顎の三次元動態」。

## 所属学会
- 日本歯科医学会 元評議員[4]
- 日本補綴歯科学会 理事長[2]、専門医[5]
- 日本顎関節学会 理事[6]、専門医[7]
- 日本老年歯科医学会 評議員[8]、認定医[7]
- 日本歯科理工学会 評議員[9]
- 日本顎口腔機能学会 理事[4]
- 日本口腔インプラント学会 理事[10]、指導医[11]、専門医[11]
- 日本頭蓋下顎障害学会 元会長[4]
- 日本再生歯科医学会 理事[4]
- 日本スポーツ歯科医学会[4]
- 日本咀嚼学会 評議員[12]
- 日本顎顔面補綴学会 評議員[13]、認定医[14]
- 日本顎口腔機能学会 理事[15]
- 日本口腔顔面痛学会 評議員[4]
- 国際歯科研究学会 Prosthodontics Group理事[4]
- 国際歯科研究学会日本部会[4]
- 日本歯科人工知能研究会 元評議員[4]
- 九州大学歯学会[4]
- 国際補綴歯科学会[4]
- Asian Academy of Craniomandibular Disorders 理事[4]
- Asian Academy of Prosthodontics 元会長[4]
- International College of Prosthodontists 元会長[4]

## 著書
- 古谷野潔 他 著、末次恒夫、斎木好太郎 編『月刊「歯科技工」別冊 オクルージョンの実際 チェアサイド情報をどのように活用するか』医歯薬出版、1988年12月。
- 古谷野潔 他 著、藍稔、井上宏、野首孝祠、平沼謙二、松本直之 編『パーシャルデンチャーテクニック』（第3版）医歯薬出版、1999年6月。ISBN 978-4-263-45433-6。
- 古谷野潔 他 著、森本俊文、松矢篤三、野首孝祠、小林義典 編『顎関節症入門』医歯薬出版、2001年10月20日。ISBN 978-4-263-44130-5。
- 古谷野潔、矢谷博文 編『月刊「歯科技工」別冊 目で見る咬合の基礎知識』医歯薬出版、2002年6月25日。
- 古谷野潔 他 著、三谷春保 編『歯学生のパーシャルデンチャー』（第4版）医歯薬出版、2004年3月。ISBN 978-4-263-45433-6。
- 古谷野潔 他 著、細井紀雄、平井敏博 編『無歯顎補綴治療学』医歯薬出版、2004年9月。ISBN 978-4-263-45575-3。
- 古谷野潔、市来利香、築山能大『入門 咬合学』医歯薬出版、東京都文京区〈補綴臨床Practice Selection〉、2005年2月20日。ISBN 978-4-263-46400-7。
- 古谷野潔 他 著、細井紀雄、早川巖、平井敏博、長岡英一、赤川安正 編『コンプリートデンチャーテクニック』（第5版）医歯薬出版、2005年3月20日。ISBN 978-4-263-45580-7。
- 古谷野潔 他 著、赤川安正、松浦正朗、矢谷博文、渡邉文彦 編『よくわかる 口腔インプラント学』医歯薬出版、2005年5月15日。ISBN 978-4-263-45583-8。
- 覚道健治、前田芳信、栗田賢一、古谷野潔、高橋哲、中川種昭 編『歯科臨床研修マニュアル アドバンス編 ひとつ上をめざす研修医のために』永末書店、2007年7月1日。ISBN 978-4-8160-1179-5。
- Geroge A.Zarb, Charles L.Bolender, Steven E.Eckert, Rhonda F.Jacob, Aaron H.Fenton, Regina Mericske－Stern 編『バウチャー無歯顎患者の補綴治療<原著第12版>』監訳 田中久敏、古谷野潔、市川哲雄、医歯薬出版、2008年4月25日。ISBN 978-4-263-45618-7。
- 古谷野潔、市川哲雄 編『補綴臨床別冊 審美歯科・インプラントワードブック』医歯薬出版、2008年6月1日。
- 古谷野潔 他 著、細井紀雄、平井敏博、大川周治、市川哲雄 編『無歯顎補綴治療学』（第2版）医歯薬出版、2009年2月10日。ISBN 978-4-263-45625-5。
- 古谷野潔 他 著、三谷春保、小林義典、赤川安 編『歯学生のパーシャルデンチャー』（第5版）医歯薬出版、2009年2月10日。ISBN 978-4-263-45624-8。
- 古谷野潔 他 著、細川隆司、武田孝之 編『隔月刊「補綴臨床」別冊 インプラントのポジショニング ねらいどおりの補綴治療のために』医歯薬出版、2009年6月20日。
- 古谷野潔、松浦正朗、朝比奈泉、和泉雄一、佐藤博信、寺田善博、細川隆司 著、古谷野潔、松浦正朗 編『エッセンシャル口腔インプラント学』医歯薬出版、2009年9月25日。ISBN 978-4-263-44298-2。
- Gilles J. Lavigne, Peter A. Cistulli, Michael T. Smith 編『歯科医師のための睡眠医学 その実践的概要』監訳 古谷野潔、クインテッセンス出版、2010年12月10日。ISBN 978-4-7812-0174-0。
- 古谷野潔 他 著、赤川安正、松浦正朗、矢谷博文、渡邉文彦 編『よくわかる 口腔インプラント学』（第2版）医歯薬出版、2011年1月20日。ISBN 978-4-263-45583-8。
- 古谷野潔 他 著、村田比呂司、土屋賢司 編『隔月刊「補綴臨床」別冊 クラウンブリッジ・インプラント・デンチャー 補綴臨床のトラブルシューティング』医歯薬出版、2011年5月20日。
- 古谷野潔 他 著、細井紀雄、平井敏博、長岡英一、赤川安正、鈴木哲也 (歯学者)、大川周治 編『コンプリートデンチャーテクニック』（第6版）医歯薬出版、2011年7月25日。ISBN 978-4-263-45583-8。